# Карашай-Саклово
Карашай-Саклово — село в Сармановском районе Татарстана. Административный центр Карашай-Сакловского сельского поселения.

## География
Находится в восточной части Татарстана, в 36 км к северо-востоку от районного центра - села Сарманово, у речки Мензеля.

## История
В окрестностях села выявлен археологический памятник – Карашай-Сакловская стоянка (срубная культура).
Село известно с 1735 года.
В XVIII – первой половине XIX века жители относились к сословиям башкир-вотчинников, тептярей и государственных крестьян. Их основные занятия в этот период – земледелие, скотоводство и пчеловодство.
В «Списке населенных мест по сведениям 1870 года», изданном в 1877 году, населённый пункт упомянут как деревня Старая Саклова (Карашей-Саклов) 2-го стана Мензелинского уезда Уфимской губернии. Располагалась при речке Мензеле, по правую сторону коммерческого тракта из Бирска в Мамадыш, в 32 верстах от уездного города Мензелинска и в 28 верстах от становой квартиры в селе Александровское (Кармалы). В деревне, в 53 дворах жили 283 человека (147 мужчин и 136 женщин, татары, тептяри), были мечеть, училище. Жители занимались земледелием, скотоводством.
По сведениям переписи 1897 года, в деревне Карашай-Саклова Мензелинского уезда Уфимской губернии жили 680 человек (346 мужчин и 334 женщины), все мусульмане.
В начале XX века в селе действовали 2 мечети (1880 и 1910 гг.), медресе (1910 г.), мектеб. В этот период земельный надел сельской общины составлял 1065,5 десятины.
До 1920 года село входило в Нуркеевскую волость Мензелинского уезда Уфимской губернии. С 1920 года в составе Мензелинского кантона ТАССР. С 10 августа 1930 года в Мензелинском, с 10 февраля 1935 года в Ворошиловском, с 29 ноября 1957 года в Яна-Юлском, с 12 октября 1959 года в Сармановском районах.
В 1920-е годы в селе был организован кооператив «Зерновое товарищество», в 1930 – колхоз им. М. Вахитова, в 1961 году вошёл в состав объединённого колхоза им. Ильича, в 1991 году переименован в колхоз «Вахитов». С 1994 года коллективное предприятие им. М. Вахитова, в 2002–2005 годах сельскохозяйственный производственный кооператив им. М. Вахитова. 

## Население
| 1870 | 1897 | 1926 | 1938 | 1949 | 1958 | 1970 | 1979 | 1989 | 2002 | 2010 | 2021 |
| ---- | ---- | ---- | ---- | ---- | ---- | ---- | ---- | ---- | ---- | ---- | ---- |
| 283  | 680  | 826  | 927  | 590  | 516  | 580  | 468  | 330  | 347  | 358  | 291  |

Национальный состав деревни — татары.

## Экономика
С 2016 года на территории села работает крестьянское (фермерское) хозяйство. Жители преимущественно занимаются растениеводством, молочным животноводством.

## Инфраструктура
В селе действуют неполная средняя школа (с 1927 г. как начальная), дом культуры, библиотека (с 1932 г.), детский сад (с 1970 г.), модульный фельдшерско-акушерский пункт (с 2013 г.).

## Религия
Мечеть «Салахетдин улы Гаязетдин» (с 1998 г.).Названа именем уроженца села, который был плотником.